# Ромераль
Ромераль (ісп. Romeral) — селище в Чилі. Адміністративний центр однойменної комуни. Населення — 3675 осіб (2002). Місто і комуна входить до складу провінції Курико і регіону Мауле.
Територія — 1 597 км². Чисельність населення - 15 187 мешканців (2017). Щільність населення — 9,51 чол./км².

## Розташування
Селище розташоване за 70 км на північний схід від адміністративного центру області міста Талька та за 9 км на схід від адміністративного центру провінції міста Курико.
Комуна межує:
- на півночі - з комунами Тено і Сан-Фернандо
- на сході — з провінцією Мендоса (Аргентина)
- на південному заході - з комуною Курико
- на заході — з комуною Курико